# زولوته
شهر زولوته (به روسی: Золоте) در استان لوهانسک در کشور اوکراین واقع شده‌است. جمعیت این شهر ۱۳,۲۰۳ نفر (۲۰۲۱ تخمینی) است.